# سیدنی شلدون
سیدنی شلدون (به انگلیسی: Sidney Sheldon) (زاده ۱۱ فوریه ۱۹۱۷ - درگذشته ۳۰ ژانویه ۲۰۰۷) رمان‌نویس معروف آمریکایی بود. شلدون پیش از روی‌آوردن به رمان‌نویسی، فیلمنامه‌ها و نمایشنامه‌هایی نوشت که او را برنده جایزه‌هایی همچون اسکار بهترین فیلمنامه‌نویسی و جایزه نمایشنامه‌نویسی تونی کردند. او در داستان‌نویسی بسیار موفق بود و با انتشار تنها ۱۹ رمان هفتمین نویسنده پرفروش تاریخ است.
وی افزون بر رمان‌نویسی بیش از ۳۰ فیلمنامه، ۲۵۰ فیلمنامه تلویزیونی و ۱۰ نمایشنامه نوشت. آثار شلدون در بیشتر کشورهای دنیا منتشر شده و عنوان نویسنده‌ای را که رمان‌هایش بیشترین ترجمه جهانی را داشته، به‌دست آورد. ناشر آثارش، برآورد کرده‌است که تا زمان مرگ شلدون ۲۷۵ میلیون نسخه از کتاب‌های او در بازار کتاب دنیا مورد خرید و فروش قرار گرفته‌است.

## زندگی
شلدون در سال ۱۹۱۷ در شیکاگو، ایلینوی زاده شد. والدین‌اش هر دو کم‌سواد بودند. او در ۱۷ سالگی به اجبار به لس‌آنجلس رفت و در استودیوی فیلم‌سازی یونیورسال به کار مشغول شد. شلدون در دهه ۱۹۳۰ برای کمک به خانواده‌اش، مشاغلی مانند گویندگی تئاتر، فروشندگی کفش و حتی گارسونی در رستوران را تجربه کرد. او تحصیل در دانشگاه نورثوسترن را نیمه‌تمام رها کرد و در جریان جنگ جهانی دوم در نیروی هوایی آمریکا خدمت کرد و در پایان جنگ در استودیوی فاکس قرن بیستم به‌عنوان فیلمنامه‌نویس مشغول به‌کار شد. او در سال ۱۹۵۱ ازدواج کرد. او همسر اول خود را در سال ۱۹۸۵ از دست داد و در سال ۱۹۸۹ برای بار دوم ازدواج کرد. شلدون سرانجام در بیمارستانی در نزدیکی پالم اسپرینگز کالیفرنیا در اثر ذات‌الریه درگذشت.

## حرفه
شلدون در سال ۱۹۴۷ برای نوشتن فیلم‌نامهٔ مرد مجرد و دختر جوان برندهٔ جایزه اسکار شد. شلدون با نوشتن فیلمنامه‌های دیگری همچون رژه عید پاک به شهرت دست یافت. در سال ۱۹۵۹ با نوشتن نمایشنامه تلویزیونی سرخ‌موی برادوی، جایزه تونی را کسب کرد. پس از آن نگارش نمایشنامه‌هایی دیگر برای تئاتر برادوی، بر شهرت‌اش افزود. شلدون در سال ۱۹۷۰ و در سن ۵۲ سالگی نخستین رمان خود به نام صورت عریان را انتشار داد. این رمان جایزه ادگار آلن پو را برای او به‌همراه داشت. رمان بعدی او، آن سوی نیمه شب (۱۹۷۴) موقعیت او را به‌عنوان یک نویسنده آثار پرفروش تثبیت کرد. تاکنون بیش از نیمی از رمان‌های شلدون مورد اقتباس فیلم‌های سینمایی و تلویزیونی قرار گرفته‌اند.

## آثار

### رمان‌ها
- صورت عریان _قاتلی در شهر (۱۹۷۰)
- آن‌سوی نیمه‌شب (۱۹۷۴)
- غریبه‌ای در آینه (۱۹۷۶)
- خط خون (۱۹۷۷)
- خشم فرشتگان (۱۹۸۰)
- استاد بازی[زنی در قمار زندگی] (۱۹۸۲)
- اگر فردا بیاید (۱۹۸۵)
- آسیاب‌های خدایان[سفیر][سفیر کبیر] (۱۹۸۷)
- شن‌های زمان (۱۹۸۸)
- خاطرات نیمه‌شب (۱۹۹۰)
- توطئه روز رستاخیز (۱۹۹۱)
- ستاره‌ها می‌درخشند [پروانه آهنین] (۱۹۹۲)
- هیچ چیز جاودانه نیست (۱۹۹۴)
- صبح، ظهر و شب (۱۹۹۵)
- بهترین نقشه‌های حساب‌شده (۱۹۹۷)
- از رویاهایت برایم بگو (۱۹۹۸)
- آسمان به زمین می‌آید_دنیا به آخر می رسد (۲۰۰۱)
- ترس از تاریکی (۲۰۰۴)

### خودزندگی‌نامه
- نیمه دیگر من (۲۰۰۵)

### گزیده نمایشنامه‌ها
- سرخ‌موی برادوی (۱۹۵۹)
- پتی دوک
- من زنی را خواب می‌بینم
- آلیس در خدمت نظامی
- بیوه شادمان
- فشفشه

### گزیده فیلمنامه‌ها
- مرد مجرد و دختر جوان (۱۹۴۷)
- رژه عید پاک